# NGC 2710
NGC 2710 (również PGC 25258 lub UGC 4705) – galaktyka spiralna z poprzeczką (SBb), znajdująca się w gwiazdozbiorze Wielkiej Niedźwiedzicy. Odkrył ją William Herschel 18 marca 1790 roku.